# Mõisaküla (Põltsamaa)
Mõisaküla is een plaats in de gemeente Põltsamaa, provincie Jõgevamaa in Estland. De plaats heeft de status van dorp (Estisch: küla) en telt 19 inwoners (2021).
De plaats lag tot in oktober 2017 in de gemeente Pajusi. In die maand ging Pajusi op in de gemeente Põltsamaa.

## Geschiedenis
Mõisaküla werd voor het eerst genoemd in 1601 onder de naam Moyzama. In 1624 lag het terrein braak; in 1638 was het als Moyssikyl of Moische kuella een nederzetting op het landgoed van Pajusi. Tussen 1977 en 1997 hoorde Mõisaküla bij het buurdorp Kalana.